# Тихик
Свято́й апо́стол Ти́хик — апостол от семидесяти. Св. Тихик упоминается в Апостольских Деяниях, как спутник Апостола Павла в 3-е путешествие. Из Ефеса Апостол отправился в Македонию, а затем в Елладу (Грецию): 

Когда же, по случаю возмущения, сделанного против него иудеями, он хотел отправиться в Сирию, то пришло ему на мысль возвратиться чрез Македонию. Его сопровождали до Асии Сосипатр Пирров и Асийцы Тихик и Трофим
— Деян. 20:1-4
Его имя не раз вспоминается в посланиях ап. Павла к Ефесянам (VI, 21), Коллосянам (IV, 7), Титу (III, 12) и во 2-м к Тимофею (IV, 12). «Яже о мне, писал ап. Павел к Коллосаям, вся скажет вам Тихик, возлюбленный брат и верен служитель и соработник о Господе, его же послах вам на сие истое, да разумеет, яже о нас, и утешит сердца ваша, со Онисимом, верным и возлюбленным братом нашим, иже есть от вас; вся вам скажут, яже зде» (Колосс. IV, 7—9). Ап. Павел в послании сам вёл речь о догматах веры и правилах жизни, в ограждение от лжеучителей, вторгавшихся в Колосскую церковь, а затем как бы мимоходом упоминает о своих узах (IV, 3).

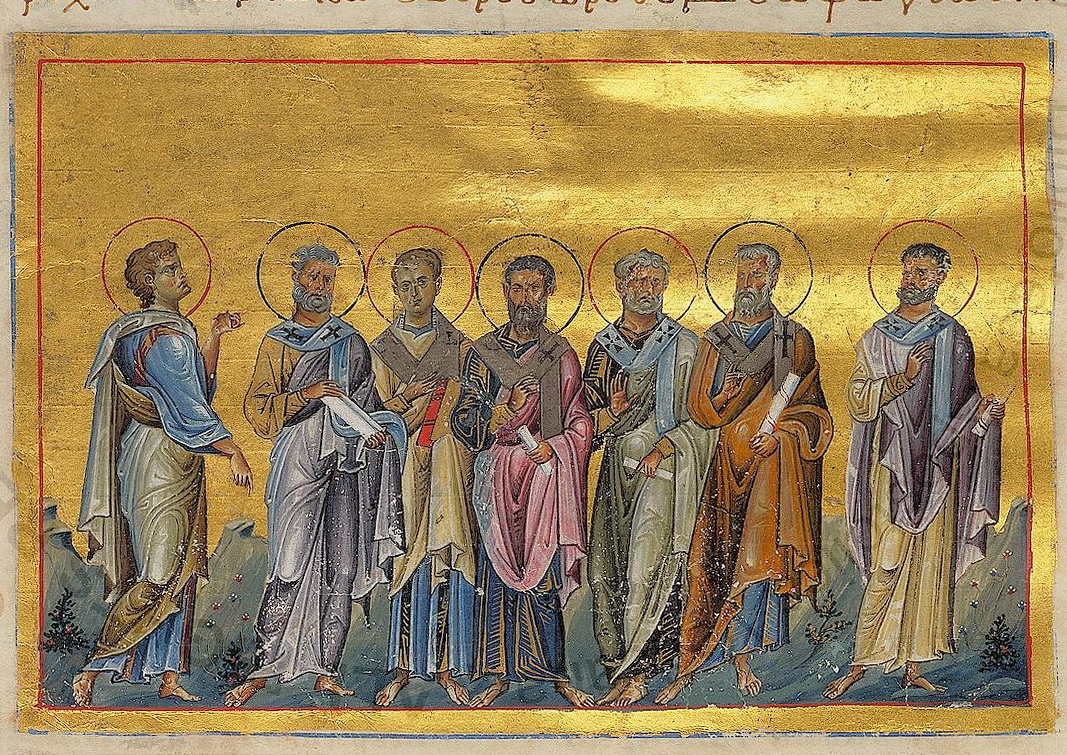
Святые Апостолы от 70-ти: Сосфен, Аполлос, Тихик, Епафродит, Онисифор и Цезарь из Диррахия
(Минологий Василия II)

Колоссянам весьма желательно было знать, в каком положении находится подвизавшийся за них Апостол, тем более, что положение его в Римских узах могло быть слишком тяжёлым. В удовлетворение этого столь естественного желания расположенных к нему Колосских христиан, Ап. Павел поручает Тихику сообщить им о себе всё, чем они интересовались; а для того, чтобы расположить Колоссян к Тихику и вместе с тем возбудить их доверие к нему, апостол называет, его возлюбленным братом, верным служителем и соработником.
Из наименования Тихика служителем (диаконом) некоторые предполагают, что он был диаконом, но едва ли это верно. Вероятно — слово диакон — служитель употреблялось в более обширном смысле, чем известная степень священства (как например Апостол Павел называет апостолами Епафродита и других), а потому что Тихик был точным исполнителем распоряжений Апостола. Своею преданностью, готовностью служить делу проповеди Евангелия и вместе с тем участием в трудах Апостола Тихика вполне заслуженно пользовался любовию и доверием его (св. Павла), который желал пробудить это чувство и в Колосских христианах.
Святой Иоанн Златоуст, изъясняя 7 стих IV гл. к Коллоссянам, пишет: «как велико благоразумие Павлово! Он помещает в своих посланиях не всё, а что необходимо, в чём есть настоятельная нужда, и это потому во первых, что не хотел слишком распространять оныя (послания); во вторых, — чтобы предоставить больше чести лицу, отходившему (с посланиями), дабы ему было что рассказать, — в третьих, — дабы показать, как сам он к нему расположен, потому что в противном случай не сделал бы Тихику такого доверия. Наконец было что-нибудь такое, чего не нужно было объявлять в послании» (II Беседа к Колоссянам). Апостол не только передал чрез Тихика своё послание к Колоссянам, но вместе с тем поручил ему узнать, какое впечатление произвело на Коллоссян это послание, чтобы таким образом самому иметь возможность судить о религиозно-нравственном состоянии Колосской церкви. Но и этим не ограничивает цель посольства Тихика в Колоссы. На него Апостол возлагает ещё обязанность утешить Колосских христиан. Коллоссяне были смущены появившимися среди них лжеучителями. В виду возможной опасности они нуждались в нравственной поддержке. Оказать её Колоссянам Апостол Павел поручает Тихику.
Послание, как письменный, и, по необходимости, краткий документ, не могло предупредить всех возможных случаев, восполнением его могли служить устные речи преданного Апостолу, верного сотрудника его. Зная о заключении Апостола, Колоссяне остались в неведении относительно того, каково было положение его в узах. Любящее сердце Колосских христиан могло нарисовать слишком мрачную картину апостольских уз; неизвестность положения Апостола могла беспокоить Колоссян и повергать их в немалое смущение. Принесёные Тихиком вести, что узы Апостола облегчены были некоторым снисхождением к нему, что святой Павел в своём заключении пользовался свободой, «мог принимать у себя кого хотел, писать к кому захочет». Эти вести для Колосских христиан были отрадным утешением.
Послание к Колоссянам написано было во время первых римских уз и святой Тихик с ними отправлялся в Колоссы (62—63). В Деяниях Апостольских (XXVIII, 30—31) о третьих римских узах св. Лука даёт такие сведения: «Пребысть Павел два лета исполнь своею мздою, и приимаше вся приходящая к нему проповедуя царствие Божие и уча яже о Господе нашем Иисусе Христе, со всяким дерзновением, невозбранно». В это время (62—63), Апостол Павел написал послание к Ефесянам, которое также отправил с Тихиком. На одновременность Послания сего с Посланиями к Колоссянам и Филимону указывают самыя слова Апостола Павла (к Колоссянам IV, 8—9, о Тихике и Онисиме, с коими были отправлены Послания к Ефесеям, Филимону и Колоссянам), а также, что при Апостоле находятся те же лица: Тимофей (Колос. I, 1; Филям. I, 1), Епафрас (I, 7-8; IV, 4, 12—13. Филим. 23), Аристарх, Лука, Марк, Димас (Колос. IV. 10-15) и Архипп (Колос. IV, 17. Филим. 2). На одновременность Послания к Колоссянам и Ефесеям указывает сходство их по содержанию и форме, на передачу их чрез одно и то же лицо (Тихика), причём и поручения ему даются одни и те же (Колос. IV. 7. 8. Ефес. VI, 21. II), на одинаковые исторические условия, при которых написаны Послания, на соседние церкви, от которых написаны они. "Да увесте же и вы, писал ап. Павел в конце Послания к Ефесянам, также, как и в послании к Колоссянам, яже о мне, что делаю — вся скажет вам Тихик, возлюбленный брат и верный служитель о Господе, его же послах вам на сие истое, да увесте, яже о нас, да утешит сердца ваша: (VI. 21. 22). Святой Иоанн Златоуст, объясняя эти слова, пишет: "Если возлюбленный брат, то он всё знал и ап. Павел ничего от него не скрывал; и верен служитель, если верен, то не будет говорить (сообщать) ложное; если сотрудника (Колос. IV. 7), то участвовал в искушениях. Таким образом апостол изобразил всё то, что делало Тихика достойным доверия. Его же послах вам на сие истое (здесь апостол показывает сильную любовь, так как по этому побуждению и послал Тихика и это было причиною отправления его (Тихика) в путь… Есть мнение, что послания к Ефесеям и Колоссянам были написаны не одновременно (, а также).
Святой Тихик родом был из Малой Азии (Деян. XX, 4) и может быть из Ефеса (2 Тим. IV. 12), принадлежал к спутникам Апостола Павла и при том был лицом весьма близким и доверенным к нему. Церковное предание причисляет его к 70 Апостолам. Во время третьего (великого) путешествия св. Тихик сопровождал ап. Павла до Троады (Деян. XX. 4—5), но был ли с ним в Иерусалиме, как Трофим, из Апостольских Деяний не видно. Достоверно известно, что он был при первых и вторых римских узах Апостола Павла. Находясь в первых узах, Павел посылал Тихика со своими посланиями в Колоссы, Ефес и к Филимону, а из заключения во вторых узах святой Павел вторично отправил Тихика в Ефес, как видно из 2-го Послания Тимофея (2 Тим. IV, 12) и намеревался отправить его на остров Крит к Титу (Тит. Ш, 12).
Где святой Тихик занимал епископскую кафедру, церковные писатели говорят различно. Дорофей почитал Тихика епископом Халкидона на восточном берегу Чёрного моря в Вифинии — после Сосфена (см. и; другие определяют святительскую кафедру Тихика в Колофоне, в одном из больших 12 городов Ионического союза (Прот. 9. Солярский, Библ. Словарь, 4 т. 172 стр. Zeller, Herzog и друпе).
Православными память святого Тихика совершается 8 декабря (с Аполлосом и другими) и 4 января в соборе 70 Апостолов. У католиков память его положена 29 (или 19) апреля. Где и как скончался он, неизвестно.

## Ученик Андрея Первозванного
В Деяниях св. ап. Андрея в числе его спутников упоминается Тихик. По этому сказанию сообщается, что Апостол Андрей Первозванный из Синопа отправился с Апостолом Матфеем (из 12), и своими учениками Еводом, Семеоном Агапитом, Астахисом (Евстафием) и Тихиком, отправились в Трапезунд (город Лазики, или в страну Мингрельскую), а потом в Иверию, где просветил многих языков святой верой и к празднику Пасхи возвратились в Иерусалим. Отсюда ап. Андрей предпринял новое (3—е) апостольское путешествие вместе с Дометием, Тихиком и другими и посетил Антиохию Сирскую, верхнюю Фригию и проживали в Ефесе.
По особому видению святому Андрею («Иди, сказал Господь ему, тебя ждёт ещё Скифия»), апостол отправился с несколькими учениками в Лаодикию (во Фригии), оттуда в Одисс (Одиссопаль, город Мидии), а затем, пройдя гору Олимп, Андрей прибыл в Вифинию и здесь, пробыв два года и для Никеи поставив епископом ученика своего Драконтия, они отправились в Никомидию и Халкидон и здесь поставили во епископа Тихика (). Очевидно, что спутник Апостола Андрея — лицо отличное от святого Тихика, спутника Апостола Павла.